# مسجد الجمعة
مسجد الجمعة ويسمى أيضاً مسجد الوادي، كما يطلق عليه اسم مسجد عاتكة، ومسجد القبيب نسبة إلى المحل الذي بني فيه، وسبب تسميته أن رسول الله ﷺ عندما وصل إلى قباء مهاجراً أقام فيها أربعة أيام ثم خرج منها ضحى يوم الجمعة متوجهاً إلى المدينة فأدركته صلاة الجمعة في هذا المكان، وكان يسكنه بنو سالم بن عوف من الأنصار، فنزل فيه وصلى الجمعة بمن معه، فكانت أول جمعة تقام بعد هجرته ﷺ إلى المدينة.

## موقعه
يقع المسجد في جنوب غربي المدينة المنورة، على مسيل وادي رانوناء شمالي مسجد قباء، ويبعد عنه مسافة 900 متر تقريباً. ويبعد عن المسجد النبوي حوالي 2300 متر.

## الخلفية التاريخية
عندما هاجر الرسول المصطفى ﷺ من مكة المكرمة إلى المدينة المنـورة التي وصل إليهـا يـوم الاثنين 12 من ربيـع الأول من العـام الهجري الأول أقام علـيه الصـلاة والسـلام في قباء أربعـة أيـام حتى صباح يوم الجمعة الموافق 16 من شهر ربيع الأول، ثم خرج ﷺ متوجهاً إلى المدينة المنورة، وعلى مقربة من محـل إقامتـه بقباء أدركته صلاة الجمعـة فصلاها في بطن وادي الرانوناء، وقد حدد المكان الذي صلى فيه رسول الله ﷺ الجمعة وسمي بعد ذلك بمسجد الجمعة.

## تاريخ عمارة المسجد
تم بناؤه من الحجر الذي تهدم عدة مرات، فأعيد بناؤه وتجديده في كل مرة يتهدم بها:
- جدد في عهد عمر بن عبد العزيز مرة ثانية، وفي العصر العباسي ما بين 155 ـ 159هـ.
- في نهاية القرن 9هـ خرب سقفه فجدده شمس الدين قاوان.
- في عهد الدولة العثمانية أمر السلطان بايزيد الثاني بتجديده.
- ظل على حاله إلى منتصف القرن الرابع عشر الهجري حيث جدده السيد حسن الشربتلي.

كان المسجد قبل التوسعة الأخيرة مبنيًّا فوق رابية صغيرة طوله 8 أمتار، وعرضه 5 ,4 أمتار، وارتفاعه 5,5 أمتار، وله قبة واحدة مبنية بالطوب الأحمر وفي شماله رواق طوله 8 أمتار، وعرضه 6 أمتار.
- أعادت وزارة الأوقاف السعودية بناؤه وتوسعته وفق تصميم هندسي جميل، وضاعفت مساحته عدة أضعاف.
- وفي عام 1409هـ أمر خادم الحرمين الشريفين الملك فهد بن عبد العزيز بهدم المسجد القديم وإعادة بنائه وتوسعته وتزويده بالمرافق والخدمات اللازمة (كسكن للإمام والمؤذن ومكتبة ومدرسة لتحفيظ القرآن الكريم ومصلى للنسـاء مع دورات المياه).
- وفي عام 1412هـ تم افتتاح المسجد وأصبح يستوعب ستمائة وخمسـين مصلياً بعد أن كان لا يستـوعب أكثر من سبعين مصليًا، وللمسجد منارة رفيعة بديعة وقبـة رئيسيـة تتـوسط ساحة الصـلاة إضافـة إلى أربع قباب صغيرة.

## بناء المسجد

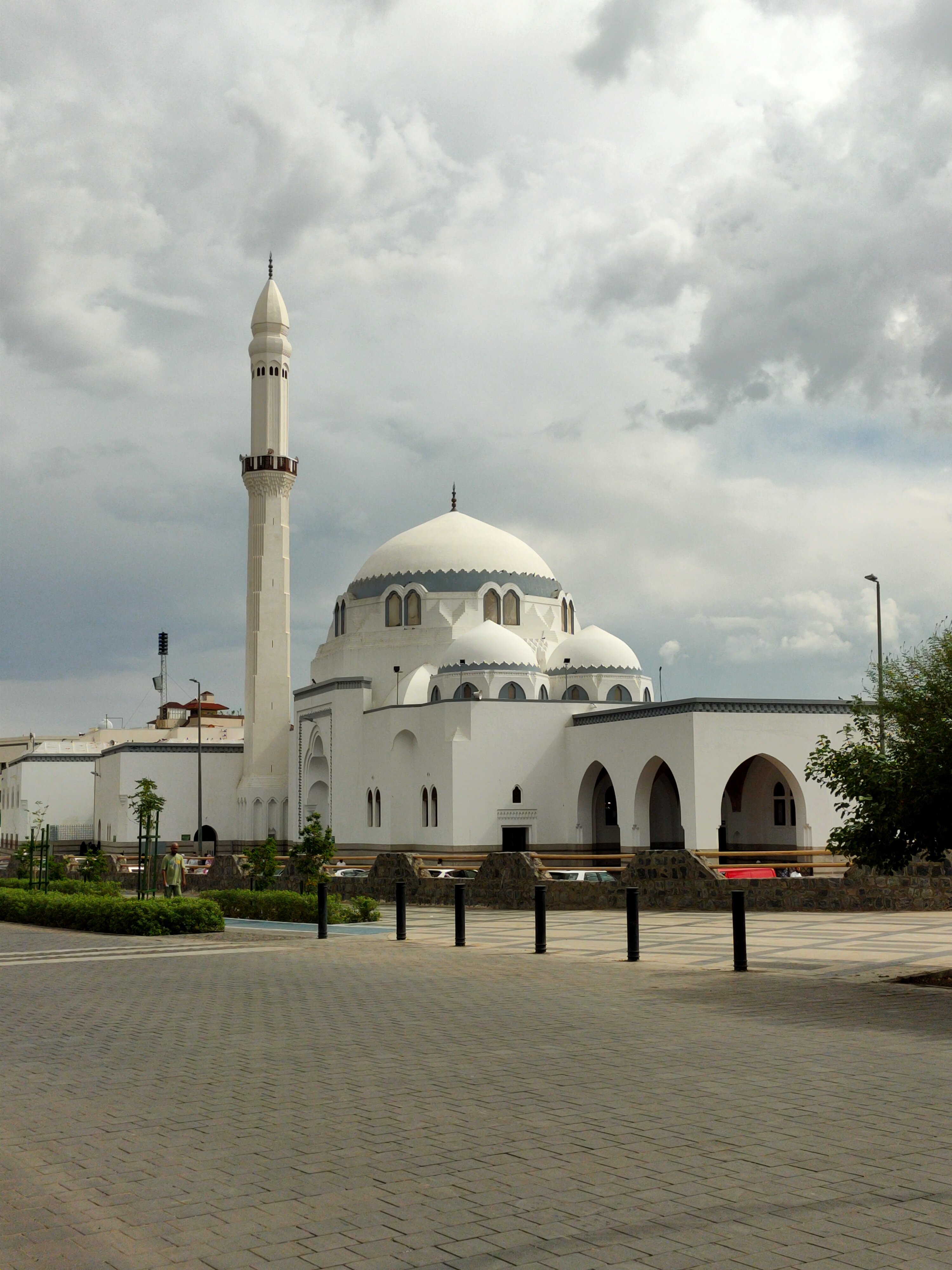
مسجد الجمعة ويسمى أيضًا مسجد الوادي أو عاتكة أو القبيب.

يبلغ طول مسجد الجمعة 8 أمتار في عرض 4 أمتار و 50 سنتميتراً، وارتفاعه 5 أمتار و 50 سنتميتراً، وهو مبني من الحجارة المطابقة، ولهُ قبة واحدة مبنية من الطوب الأحمر والجير، وفي داخلها من العلو أربع فتحات فائدتها دخول الضوء والهواء، وعلى جانبي باب المسجد الذي يعتبر عقدا مفتوحا حجران من الرخام الأبيض ومستطيلان مثبتان في الجدار، وهما منقوشان بخط متداخل جاء فيه: «أمر ببناء هذا المسجد المبارك الجمعة مولانا أمير المؤمنين السلطان الملك المظفر السلطان بايزيد الثاني بتاريخ شوال سنة...»، ويعتبر السلطان بايزيد الثاني من سلاطين الدولة العثمانية، تولى السلطة ما بين عامي 886-918 هـ، ويعدّ أول مسجد صلى فيه الرسول صلى الله عليه وسلم أول جمعة بالناس حينما أقبل إلى المدينة مهاجراً من مكة.، وقد بدأ خطبته فيه بقول: «الحمد لله أحمده وأستعينه وأستهديه وأؤمن به ولا أكفره وأعادي من يكفره، وأشهد أن لا إله إلا الله وحده لا شريك له، وأن محمداً عبده ورسوله أرسله بالهدى والنور والموعظة على فترةٍ من الرسل وقلةٍ من العلم، وضلالة من الناس، وانقطاع من الزمان، ودنو من الساعة، وقرب الأجل، من يطع الله ورسوله فقد رشد، ومن يعصهما فقد غوى وفرط وضل ضلالاً بعيدًا، وأوصيكم بتقوى الله، فإنه خير ما أوصى به المسلمُ المسلمَ: أن يحضه على الآخرة، وأن يأمره بتقوى الله، فاحذروا ما حذركم الله من نفسه، ولا أفضل من ذلك نصيحة..».

## وصلات خارجية
- مسجد الجمعة.. صلى فيه الرسول «أول جمعة» بعد هجرته إلى المدينة.
- مسجد الجمعة.. أثري تاريخي بين قباء والمسجد النبوي.